# Brandy Reed
Brandy Carmina Reed (ur. 17 lutego 1977) – amerykańska koszykarka występująca na pozycjach niskiej lub silnej skrzydłowej.
We wrześniu 2002 została aresztowana.

## Osiągnięcia
NCAA
- Uczestniczka rozgrywek II rundy turnieju NCAA (1996)
- Mistrzyni turnieju konferencji (1995)

WNBA
- Wicemistrzyni NBA (1998)
- Uczestniczka meczu gwiazd WNBA (2000)

Drużynowe
- Mistrzyni Turcji (2001, 2005)
- Wicemistrzyni Pucharu Ronchetti (2010)
- Zdobywczyni pucharu Turcji (2005)

Indywidualne
- Liderka strzelczyń hiszpańskiej ligi LFB (2000)